# Развадовський Віктор Йосипович
Ві́ктор Йо́сипович Развадо́вський (3 червня 1959) — український політик, генерал-полковник міліції, доктор юридичних наук, професор, народний депутат України III, IV, VII, VIII скликань. Народився в смт Дзержинськ (нині — смт Романів), Житомирська область.

## Освіта
- Київський університет ім. Шевченка (1983–1989), юрист; аспірантура (1989–1992);
- Кандидатська дисертація «Адміністративна відповідальність за порушення норм, правил і стандартів, що стосуються забезпечення безпеки дорожнього руху» (Одеська юридична академія, 1998);
- Докторська дисертація «Державне регулювання транспортної системи України (адміністративно-правові проблеми та шляхи її розв'язання)» (Національний університет внутрішніх справ, 2004).

## Трудова діяльність
- Листопада 1977 — вересень 1987 — служба в армії.
- Вересень 1987 — червень 1988 — державний автоінспектор.
- Червень 1988 — лютий 1989 — інспектор.
- Лютий — липень 1989 — старший інспектор.
- Липень 1989 — липень 1991 — заступник начальника.
- Липень 1991 — липень 1992 — начальник відділу дорожньо-патрульної служби.
- Липень 1992 — березень 1995 — заступник начальника Управління ДАІ ГУМВС України в Києві.
- Березень — липень 1995 — заступник начальника управління охорони громадського порядку ГУМВС України в Києві.
- Липень 1995 — грудень 1996 — заступник начальника Управління ДАІ ГУМВС України в Києві.
- Грудень 1996 — березень 1998 — заступник начальника.
- Березень — травень 1998 — перший заступник начальника Головного управління податкової міліції Державної податкової адміністрації України.
- Серпень — вересень 2006 — заступник директора Департаменту захисту інформації.
- Вересень — жовтень 2006 — заступник директора Юридичного департаменту Державної податкової адміністрації України.

## Парламентська діяльність

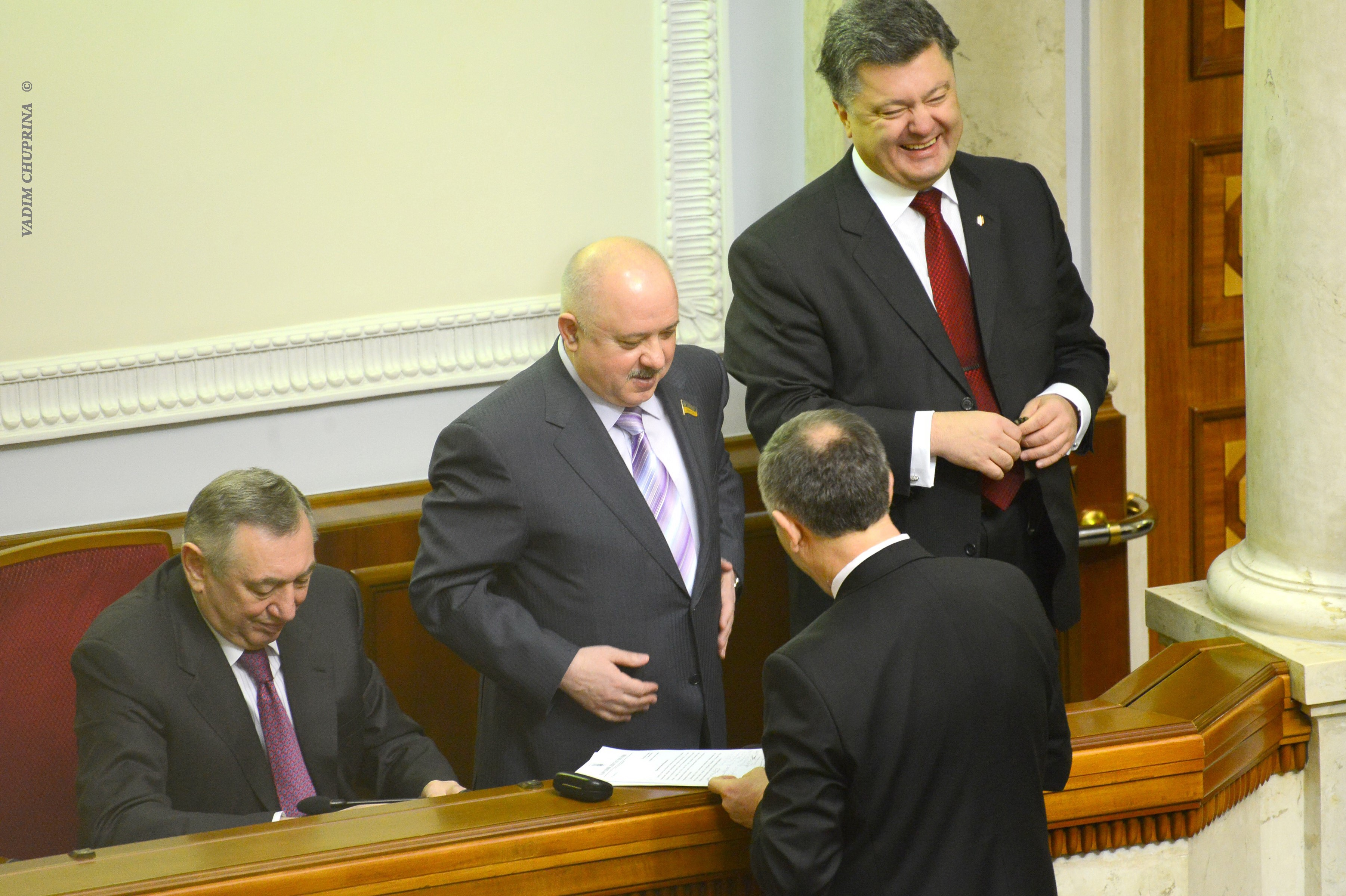
Верховна Рада України 2013

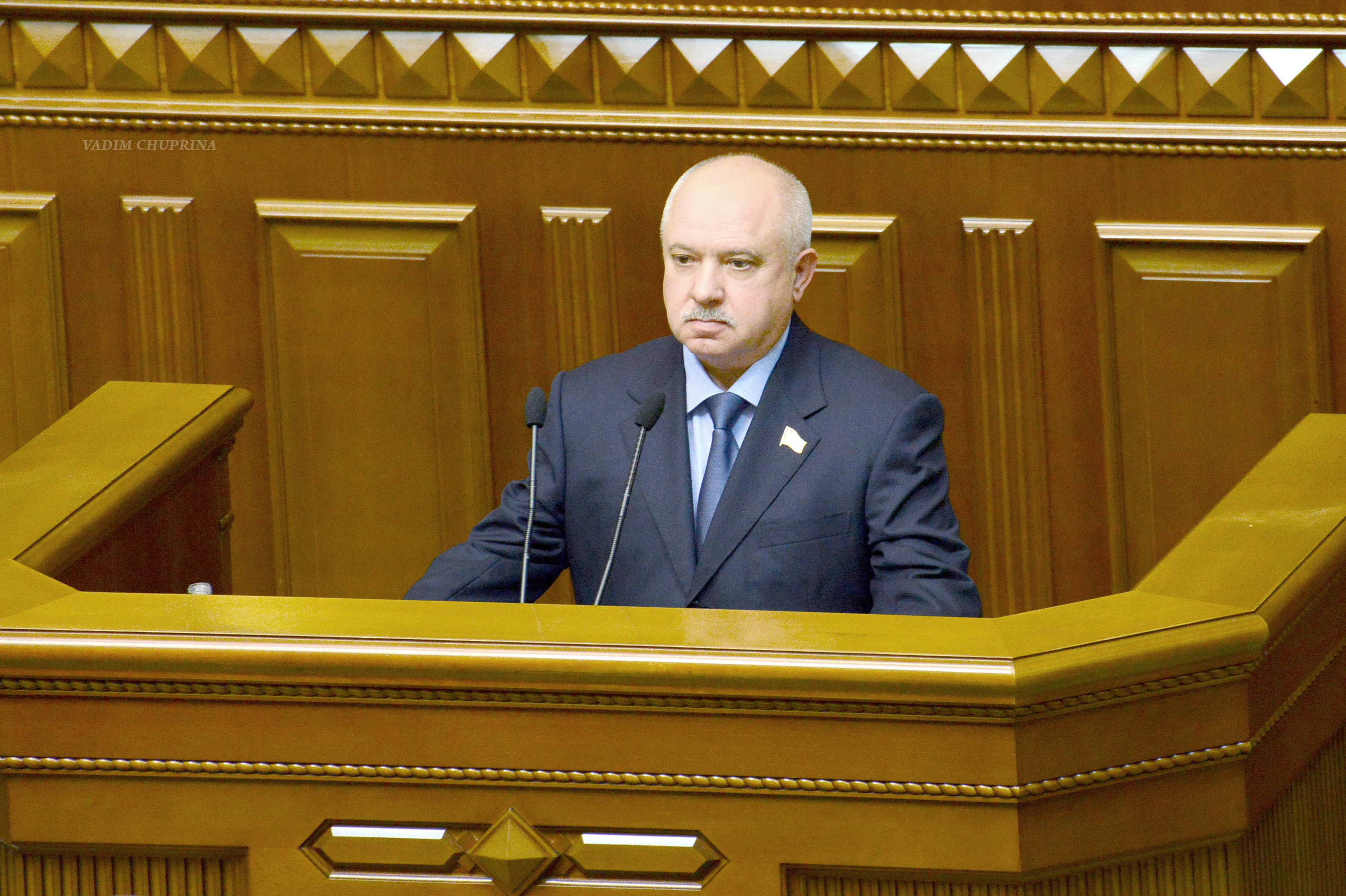
У Верховній Раді України

- Верховна Рада України 2013У Верховній Раді УкраїниНародний депутат України 3-го скликання з березня 1998 до квітня 2002, виборчий округ № 69, Житомирська область. На час виборів — заступник начальника головного управління податкової міліції Державної податкової адміністрації України, безпартійний.
- Народний депутат України 4-го скликання з квітня 2002 , виборчий округ № 69, Житомирська область, самовисування.
- Народний депутат України 7-го скликання з грудня 2012, виборчий округ № 67, Житомирська область. На час виборів — начальник Департаменту транспортної міліції МВС України, безпартійний.
- Народний депутат України 8-го скликання з жовтня 2014, депутат по виборчому округу № 67, Житомирська область, самовисуванець. Член депутатської групи «Воля народу» до 6 грудня 2016 року. Голова підкомітету з питань кримінального процесуального законодавства та оперативно-розшукової діяльності Комітету Верховної Ради України з питань законодавчого забезпечення правоохоронної діяльності.
- Був одним з 59 депутатів, що підписали подання, на підставі якого Конституційний суд України скасував статтю Кримінального кодексу України про незаконне збагачення, що зобов'язувала держслужбовців давати пояснення про джерела їх доходів і доходів членів їх сімей. Кримінальну відповідальність за незаконне збагачення в Україні запровадили у 2015 році. Це було однією з вимог ЄС на виконання Плану дій з візової лібералізації, а також одним із зобов'язань України перед МВФ, закріпленим меморандумом[1].

## Звання, нагороди
- Заслужений юрист України[2].
- Генерал-полковник міліції[3].
- 20 державних нагород, в тому числі Грамота Президії Верховної Ради СРСР, Почесна грамота Кабінету Міністрів України[4], Почесна грамота ВРУ, орден «За мужність» III ступеня[5], орден Данила Галицького[6].
- 6 нагород УПЦ МП.

## Учасник
- Учасник бойових дій в Афганістані.
- Учасник ліквідації наслідків аварії на ЧАЕС.

## Родина
- Дочка Маргарита (1981).
- Онуки Артур та Віктор.

## Захоплення
Футбол, плавання, лижі.

## Скандали
Згідно даних проєкту «ЧЕСНО», Віктор брав участь у голосуванні за диктаторські закони 16 січня 2014 року, при цьому в особистих інтерв'ю він заявляє, що його голос був сфальсифіковано, а він особисто відправляв заяви для виключення його голосу з результатів голосування та надав фото на якому він в той день не піднімав руку на голосуванні.
Віктор Развадовський користувався посвідченням ліквідатора 1 категорії, виданого іншій особі. У посвідченні постраждалого від Чорнобильської катастрофи прізвище власника змінене на прізвище екснардепа.
Після російського вторгнення в Україну 3 березня 2022 року виїхав до Польщі.